# Episodi di C'era una volta... Pollon
Questa voce contiene riassunti, dettagli e crediti dei registi e degli sceneggiatori della serie televisiva C'era una volta... Pollon.

## Lista episodi
| Nº | Titolo italiano Giapponese 「Kanji」 - Rōmaji | In onda           | In onda |
| Nº | Titolo italiano Giapponese 「Kanji」 - Rōmaji | Giapponese        |         |
| 1  | La figlia di Apollo 「女神になりたい」 - Megami ni naritai | 8 maggio 1982     |         |
| 1  | Pollon è ancora troppo piccola per poter esser una dea con tutti i crismi dell'ufficialità; per accelerare la propria investitura cerca di farsi valere dando prova di sé e delle sue presunte capacità divine. Purtroppo però i risultati sono immancabilmente più che mai scadenti: rubato il carro del Sole del padre se lo trascina appresso in compagnia dell'amichetto Eros su e giù per il cielo creando uno scompiglio generale in tutto il mondo. In seguito il giovane Atteone scorge Artemide far il bagno nuda assieme alle sue ninfe e viene per punizione trasformato in papera; a questo punto la gentile Pollon chiede aiuto a Poseidone per farsi dare il potere di trasformar gli umani in animali e viceversa, concludendo l'avventura con altri esilaranti disastri. |                   |         |
| 2  | Le ali di Icaro 「イカルスのつばさ」 - Ikarusu no tsubasa | 15 maggio 1982    |         |
| 2  | Incontrato il giovane Icaro, che a forza di sbatter la faccia per terra nel tentativo d'imparare a volare è diventato bellissimo da sgorbio che era, Pollon nel tentativo d'aiutarlo lo conduce dal grande inventore Efesto, il dio scienziato: presto però la figlioletta di Apollo entra in competizione col ragazzo ed entrambi alla fine s'appropriano delle ali rispettivamente di Eros e Paperotto e con quelle iniziano a svolazzar in aria felici. L'anziano genitore di Icaro, Dedalo, ha poi attaccato loro le ali alla schiena con una colla super resistente, ma questa si scioglie quando Icaro senza criterio e con superbia s'avvicina troppo al Sole. Punito per la sua ambizione e sfrontatezza (la hybris del pensiero Greco) Icaro precipita rovinosamente al suolo e la botta presa gli fa perder la memoria. L'avventura si conclude con la pacificazione di Apollo ed Efesto, che avevano continuato a litigare e darsele di santa ragione per tutto il tempo e con Icaro che ricomincia a gettarsi giù dai burroni con l'intento di volare. |                   |         |
| 3  | Uno sposo per Dafne 「おとうさまの恋人」 - Otō-sama no koibito | 22 maggio 1982    |         |
| 3  | Dopo aver visto Afrodite e il figlioletto Eros giocare felici, a Pollon sgorga nel cuore la nostalgia della mamma; il padre Apollo, colpito da una delle freccia di Eros che induce l'amore, inizia a rincorrere - perdutamente innamorato - la bellissima Dafne. Ella però, colpita per errore dalla freccia che invece induce all'odio lo rifugge sprezzantemente. Infine, per scrollarsi di dosso l'insistente Dio, si tramuta in un albero; Apollo disperato si rinchiude in una grotta portandosi appresso il Sole: nel mondo scende pertanto anzitempo la notte. Per sbrogliar la difficile situazione provano ad intervenir anche gli altri dei, ma senza alcun esito. Pollon va allora dal folle inventore Cha Cha Cha per farsi dare una pozione che faccia ritornar la fanciulla allo stato umano; l'avventura però si conclude con Pollon che trasforma tutti in animali e piante delle più varie specie. |                   |         |
| 4  | La rivincita di Narciso 「ナルキッソスの変身」 - Narukissosu no henshin | 29 maggio 1982    |         |
| 4  | Narciso, un ragazzo brutto con grossi occhiali neri e la faccia da rana, viene irriso ed allontanato da tutte le fanciulle e specialmente da Eco la quale non esita sprezzantemente a prendersi gioco di lui. Pollon riesce ad impossessarsi della magica pozione di Afrodite che rende bellissimi di aspetto e la fa bere a Narciso appena in tempo, prima che il povero ragazzo disperato commetta un atto inconsulto impiccandosi ad un albero. Col volto trasformato in un giovane più che mai avvenente, Narciso inizia a vendicarsi di tutte quelle che lo avevano precedentemente rifiutato, compresa la bella Eco: senza alcuna pietà le definisce racchie e befane, facendole disperare. Finisce infine con l'innamorarsi languidamente della propria stessa immagine riflessa nell'acqua d'un fiume: per comprendere la lezione che non si può esser belli fuori se non si è anche buoni dentro, Narciso dovrà tornar con l'aspetto originario. L'avventura termina col giovane ridiventato brutto che pianta in ricordo del tempo in cui è stato bello sulla riva del fiume i fiori che portano il suo nome, Narciso.                                                                                           |                   |         |
| 5  | L'arco di Eros 「あたしは愛の女神なの」 - Atashi wa ai no megami na no | 5 giugno 1982     |         |
| 5  | Pollon, sempre in cerca d'una qualità originale che possa darle la qualifica di vera Dea, chiede inutilmente consiglio alle Muse, a Dioniso e infine anche al nonno Zeus che sta facendo la corte sulla terra ad una giovane donna. Riesce poi a prendere in prestito l'arco di Eros ed inizia così felice a scagliar frecce a destra e a manca, col risultato di far innamorare giovani e vecchi, uomini ed animali, maschi con maschi: un vero e proprio caos. Catturato da un mostro Zeus, per essere liberato, manda la nipotina davanti alla Sfinge; qui la giovane Pollon se la dovrà vedere a colpi di enigmi con l'essere mitologico dal corpo di leone e la testa di donna che scaglia giù dalla rupe chi non sa rispondere al proprio indovinello. Pollon vince la sfida ma, prima che la Sfinge disperata si uccida, la fa innamorare d'un uomo col corpo di cavallo. |                   |         |
| 6  | Zeus colpisce ancora 「美少女イオの牛物語」 - Bishōjo Io no ushi monogatari | 12 giugno 1982    |         |
| 6  | Mentre Apollo dorme della grossa e non riesce mai a far spuntare il sole in orario il padre di questi, Zeus, sta facendo una corte serrata alla giovane e bellissima Io; scoperto però dalla gelosa consorte Hera per nascondere le prove del proprio tradimento tramuta provvisoriamente la ragazza in una mucca rosa a pallini rossi. Mentre Argo dai cento occhi fa la guardia per ordine di Hera furibonda alla strana mucca, nel tentativo di liberarla Pollon avvicina il sole alla terra per costringere così Argo assetato a bere il sonnifero che gli ha porto. Allora la moglie di Zeus manda all'attacco uno dei propri 'killer' a forma di gigantesca vespa; in groppa alla mucca Pollon scappa in mare fino a quando non viene salvata da Poseidone, il quale dona inoltre alla bambina il potere di trasformar gli esseri viventi. L'avventura termina con Zeus tramutato in topolino che cerca di sfuggir dalle grinfie di Hera diventata un gatto famelico. |                   |         |
| 7  | Il corno dell'unicorno 「ユニコーンの角」 - Yunikōn no tsuno | 19 giugno 1982    |         |
| 7  | Pollon viene a conoscenza dei magici poteri di cui è dotato il corno dell'unicorno; per aiutar Eros che sta cercando di conquistar il cuore d'una ragazza, si mette alla sua ricerca. Sulle tracce dell'animale giunge presto anche un ragazzo di nome Thomas, che ha bisogno del corno per guarir la madre malata. A questo punto però appare l'autentico spirito dell'animale, con la forma d'un gatto rosso a strisce nere: saputo che con un bacio gli si può far cadere il corno Pollon infine vi riesce. Ma la figlioletta di Apollo non può far a meno di provar ad utilizzar lei stessa il corno magico, con prevedibili conseguenze; trasformata lei stessa in una gattina rosa capirà infine che solo il legittimo proprietario ha la capacità d'usare correttamente il corno. |                   |         |
| 8  | La statua di Pigmalione 「ピグマリオンの美少女」 - Pigumarion no bishōjo | 26 giugno 1982    |         |
| 8  | Pollon ed Eros incontrano il giovane scultore Pigmalione in crisi d'ispirazione; giunti al suo studio scoprono che ha già creato tutte le statue dei vari dei dell'Olimpo, tra cui anche quella di Zeus. Chiesto a Pollon di fargli da modella riesce a scolpire la statua d'una bellissima ragazza di cui subito s'innamora; il padre degli Dèi gli concede di poter trasmutar le proprie statue in esseri viventi dotati di anima, poi però gli porta via la fanciulla. Disperato Pigmalione per vendicarsi dà vita allora anche a tutte le altre statue, col risultato che ogni dio si trova ad aver di fronte un doppio che gli vuol rubar l'identità. Toccherà a Pollon scoprire quali sono gli autentici Dèi e quali gl'impostori: l'avventura finisce con, una volta tanto, nonno Zeus imprigionato per punizione all'interno d'una grotta. |                   |         |
| 9  | Un aiuto per Atlante 「七つの試練」 - Nanatsu no shiren | 3 luglio 1982     |         |
| 9  | Il gigante Atlante è addetto al compito di sostener il cielo sulle sue spalle; Pollon si offre compassionevolmente di sostituirlo per un po', ma il suo peso risulta immane ed il risultato è che la piccola fa precipitar la volta celeste sopra la Terra distruggendo la residenza di Zeus. Per punizione viene incarcerata e successivamente gli vengono inflitte sette difficilissime prove, la prima delle quali è rubare uno dei cento occhi del terribile mostro Argo, mentre l'ultima è quella di recarsi nel regno di Ade agli inferi per chiedere la restituzione a Persefone di una "scatola segreta" col divieto però d'aprirla. Accompagnata da Eros Pollon si presenta davanti ai signori del regno dei morti; dopo aver partecipato al banchetto offerto in loro onore, durante il viaggio di ritorno Eros apre la cassa che gli è stata consegnata e ne fa uscire Cerbero che li attacca. Riescono in qualche modo a cavarsela e all'uscita vengono accolti da Zeus che attende con ansia la scatola, contenente tutte le foto delle giovani donne da lui sedotte: ricattato da Pollon toccherà proprio al re degli Dei tener per un po' il cielo, fintanto che Atlante non si sia riposato a sufficienza. |                   |         |
| 10 | Il flauto di Pan 「パーンの笛」 - Pan no fue | 10 luglio 1982    |         |
| 10 | Pollon, convinta di essere una provetta cantante e suonatrice di lira, strazia e riduce alla disperazione le orecchie di Dèi, esserti umani e animali. In seguito incontra nel bosco il giovane Pan, con la metà inferiore del corpo in forma di capra, che suona in modo meraviglioso al suo gregge la propria Siringa. Dopo che Pollon se ne è impossessata inizia a suonare, ma riesce a terrorizzare un agnello, che precipita così nel fiume; rotto lo strumento musicale se ne fa costruire un altro da Poseidone e si lancia alla ricerca della mamma dispersa dell'agnellino. Quella sera stessa Zeus, per nasconderla alla gelosa moglie Hera, trasforma la fanciulla con cui si trova in compagnia in pecora, col risultato di non esser più capace di riconoscerla dentro l'ovile: alla fine tutto si risolve col ritrovamento di mamma pecora e la sua riconsegna a Pan. |                   |         |
| 11 | Viaggio nell'Ade 「ふしぎっ子ピロン」 - Fushigikko Piron | 17 luglio 1982    |         |
| 11 | Venuta a conoscenza della "tavolozza miracolosa" con cui Afrodite colora il mondo, Pollon vorrebbe provare ad usarla; questa è conservata nel magazzino del tempio di Zeus: dopo esservisi con l'inganno intrufolata riesce ad impossessarsene, incominciando così a colorare un po' a sproposito gli esseri del bosco. Preso un grande foglio si mette poi a disegnarvi sopra una bella fanciulla: questa subito dopo prende vita e, uscita dal foglio, dopo esser stata battezzata Pillon fugge via con Eros. Pillon inizia a combinar guai in tutto l'Olimpo, fino a che, sempre portandosi dietro Eros innamorato di lei, giungono alle porte di Ade. Intanto Zeus avvisa che se non sarà presto riportata dentro al foglio la ragazza, Pollon sarà destinata a morire al suo posto; si dovrà pertanto andar a recuperarla dalle grinfie di Persefone che l'ha imprigionata. Tutto finisce bene, Pollon è salva ma Eros ha perduto l'amore della sua vita. |                   |         |
| 12 | La vendetta di Atena 「美しきメドゥーサ」 - Utsukushiki Medūsa | 24 luglio 1982    |         |
| 12 | Il biondo guerriero Perseo s'innamora a prima vista, ricambiato, della bellissima Medusa la quale commette però l'errore mortale di paragonarsi e considerarsi superiore ad Atena: la Dea spietatamente si vendica tramutandola in un orrido mostro con serpi neri al posto dei capelli; inoltre chiunque la guardi si trasforma immediatamente in pietra. Come ultimo spregio ordina infine a Perseo, dopo avergli donato uno scudo riflettente, d'uccider il mostro; ma anche Pollon s'è intromessa finendo così per diventar lei stessa, assieme a Perseo, una statua di pietra. Disperata per quel che ha involontariamente fatto Medusa si pugnala al cuore, facendo ritornare così tutti alle loro forma umana: l'avventura si conclude però con Atena che, grazie all'intervento di Pollon ed Eros in combutta, si pente della propria crudeltà e fa tornar tutto com'era all'inizio, e cioè con Pollon felice che mangia e Perseo che insegue innamorato Medusa attraverso il bosco. |                   |         |
| 13 | I fanghi di Afrodite 「黄金のリンゴ」 - Ōgon no ringo | 31 luglio 1982    |         |
| 13 | Tutti gli animali nel bosco stanno litigando e neppur le frecce dell'amore di Eros paiono far effetto; è tutta colpa di Eris, la Dea della discordia. Saputo da Afrodite, che sta facendo i bagni nel fango per ammorbidir la pelle, ch'ella non verrà neppure invitata al banchetto degli Dèi, Eris medita vendetta. Trovata l'ultima creazione di Efesto, una mela d'oro, se ne impossessa per gettarla quella sera in mezzo ad Hera, Afrodite ed Atena: su i essa è scritto che deve andare alla più bella. Le tre Dee iniziano subito a litigare e Pollon, a cui è stato affidato il compito di consegnar la mela, ha presto pronta una soluzione che soddisfi tutti: si fa fare altre due mele d'oro da Efesto e poi va a consegnarle a tutte e tre le contendenti; ognuna riconoscente la premia con un potere. Ma la presa in giro non dura a lungo e le tre, venuta a saper la verità, si riprendono indietro subito i doni magici fatti a Pollon: infine, riconosciuta l'intima gentilezza e buon cuore di Eris, Pollon consegna proprio a lei la mela d'oro. |                   |         |
| 14 | Il tallone di Achille 「弱虫アキレウス」 - Yowamushi Akireusu | 7 agosto 1982     |         |
| 14 | Eros si scontra col malaticcio e debolissimo Achille - anche i bruchi e i pesciolini del fiume sono più forti di lui -, che rimane ferito; Pollon, lo incontra più tardi tutto ingessato nel bosco e decide d'aiutarlo. Lo zietto Poseidone le dice che se immerge Achille a testa in giù nell'acqua e pronuncia una specifica parola magica, questi diverrà subitaneamente forte e muscoloso; aiutata da Eros la piccola Pollon esegue il compito alla perfezione. Divenuto invincibile Achille comincia a vendicarsi di tutti quelli che l'han maltrattato in precedenza, fino a che la situazione non sfugge di mano; perfino Apollo viene battuto. Per farlo smetter di combatter una freccia di Eros lo colpisce nell'unico punto debole, la caviglia e così Achille cade innamorato, ma purtroppo non ricambiato: disperato cerca infine di suicidarsi ma inutilmente. |                   |         |
| 15 | La lira di Orfeo 「オルペウスの竪琴」 - Orupeusu no tategoto | 14 agosto 1982    |         |
| 15 | Pollon fa scappare disperati tutti quelli che han la disgrazia d'ascoltarla suonare e cantare; per cercar di migliorar le proprie doti di musicista chiede allora aiuto al provetto Orfeo, colpita dai suoni meravigliosi che escono dalla sua lira. Anche Euridice appare nel bosco per ascoltarlo e danzare alla sua musica. Purtroppo però un serpente spaventato dai suoni sgraziati di Pollon morde la bellissima amata da Orfeo, che muore; disperato Orfeo si fa accompagnar da Eros e Pollon negli inferi per cercar di riportarla alla luce della vita. Dopo averli trattenuti un po' a far baldoria assieme Ade e Persefone li lasciano tornare nel mondo dei vivi, ingiungendo però ad Orfeo di non voltarsi per guardar Euridice prima d'esser giunto all'uscita, pena la perdita dell'amata. Fortunatamente tutto si conclude al meglio. |                   |         |
| 16 | Lo sciopero di Artemide 「月の女神セレーネ」 - Tsuki no megami Serēne | 21 agosto 1982    |         |
| 16 | Cha Cha Cha fa bere ad Artemide una pozione che le riempie il viso di foruncoli, la Dea così smette di far sorgere la Luna; Pollon, che vuole aiutare nonno Zeus ad incontrarsi con una ninfa chiede a Selene di far apparire lei in cielo l'astro notturno e finalmente interrompere il triste acquazzone. Apollo visto il volto meraviglioso di Selene se ne innamora perdutamente, ma il loro risulta esser un amore proibito in quanto Sole e Luna non possono in alcuna maniera incontrarsi. A questo Apollo non fa più sorger l'astro diurno, per nascondere il viso di Selene al figlio Zeus ricomincia a far piovere; infine Pollon per render allegro il padre si fa dar la Cha Cha Cha la polverina della felicità che gli lancia al grido di "koro koro pollon". Apollo pieno d'energia riprende il suo lavoro e l'affettuosa figlioletta chiede a Zeus di lasciar che Selene possa riveder ogni tanto l'amato Apollo: il suo desiderio viene esaudito durante le eclissi solari, quando il Sole si trova esattamente dietro la Luna (Selene difatti rappresenta la faccia nascosta dell'astro notturno). |                   |         |
| 17 | Le profezie di Cassandra 「予言者カッサンドラ」 - Yogensha Kassandora | 28 agosto 1982    |         |
| 17 | La giovane e bella Cassandra, fingendo di accettare la corte di Zeus, si fa dare il dono profetico; presto però il padre degli Dèi s'accorge d'esser stato ingannato e si vendica facendo sì che nessuno creda mai a quello che lei dice. Pollon aiuta la ragazza facendo predir il futuro a Zeus; se ciò che la giovane gli dirà si avvererà il signore dell'Olimpo ritirerà la sua maledizione. Questa volta, con l'aiuto di Eros, la piccola figlioletta d'Apollo riesce nel suo intento senza combinar troppi disastri. |                   |         |
| 18 | La trasformazione di Mirra 「ミュルラの赤ちゃん」 - Myurura no akachan | 4 settembre 1982  |         |
| 18 | Pollon trova svenuta in riva alla spiaggia una bella ragazza bionda e la soccorre; questa, appena rinvenuta, le racconta la propria triste storia: ha cercato di suicidarsi gettandosi dalla scogliera a seguito della disperazione causata dalla perdita dell'amato sposo in mare. Dopo aver ridato la voglia di vivere a Mirra con la sua polverina della felicità, Pollon si appresta ad aiutarla a partorire: la giovane difatti è incinta e manca poco alla nascita del bambino. In cima alla scogliera Mirra prega Zeus di trasformarla in albero per poter guardar sempre il mare in direzione del luogo dov'è scomparso l'amato: Pollon corre allora dal padre per chiedere aiuto e questi (dopo esser passati da Zeus a cui Efesto ha tolto il terribile mal di testa che lo assillava facendogli uscir dal capo una neonata) la conduce infine dalla Dea delle partorienti. Incidendo il tronco dell'albero si fa uscire il neonato e tutto si risolve per il meglio. |                   |         |
| 19 | Poseidone alle Olimpiadi 「泳げ!ポセイドン」 - Oyoge! Poseidon | 11 settembre 1982 |         |
| 19 | Ci si sta esercitando per i prossimi giochi olimpici e anche Poseidone dovrebbe parteciparvi, è iscritto infatti alle gare di nuoto; ma il dio purtroppo ha un grave problema da risolvere: non sa per nulla nuotare e affonda come un sasso non appena si ritrova con l'acqua alla vita. Pollon si assume immediatamente il compito di dargli delle lezioni (sebbene neppure lei sappia nuotare), facendosi promettere da Zeus che se riuscirà a far vincer la gara a Poseidone gli verranno dati i poteri di una vera Dea. Intanto lo studioso ed intellettuale figliolo del dio del mare, Tritone, nonché caro amico di Pollon, vergognandosi della condizione in cui è piombato il padre pare ripudiarlo; assieme alla madre Anfitrite sembrano intenzionati ad abbandonarlo. Grazie alla polverina magica di Pollon, al suo costante incoraggiamento e all'aiuto finale degli amici delfini, Poseidone riesce incredibilmente a tagliar il traguardo per primo. Tutti così si riappacificano e, per fortuna di Zeus, Pollon si scorda della promessa. |                   |         |
| 20 | Psiche e mostro 「エロースの恋」 - Erōsu no koi | 18 settembre 1982 |         |
| 20 | Afrodite scopre che la bella e giovane Psiche ha moltissimi ammiratori i quali preferiscono lei alla dea; non potendo accettar così a cuor leggero l'affronto fattole, dopo aver cercato inutilmente vendetta da Zeus, costringe il figlioletto Eros a far innamorare della ragazza un orrido Ciclope, ma Pollon interviene e realizza la situazione opposta, con Psiche che corre dietro al mostro piena di passione. In seguito una freccia d'oro vagante colpisce lo stesso dio dell'amore, che si trova così a spasimar per l'affascinante giovane umana; per aiutare l'amico colto da improvviso struggimento e malinconia amorosa, pallido e smagrito, Pollon si fa preparare da Cha Cha Cha una pozione anti-amore, ma con scarsi risultati. Neppur Apollo ed Efesto sembrano poter dare una mano e a Pollon non rimane altro che lanciar le frecce dell'odio contro il mostro, Psiche, Eros ed Afrodite, che riescono così finalmente a liberarsi dall'insana passione reciproca. |                   |         |
| 21 | La ricerca di Cigno 「キクノスの白鳥座」 - Kikunosu no hakuchōza | 25 settembre 1982 |         |
| 21 | Pollon ed Eros fanno la conoscenza di Cicno, un bel ragazzo che suona la chitarra elettrica; orfano di madre, è partito alla ricerca del padre che non ha mai conosciuto. La figlioletta di Apollo, commossa per la triste sorte occorsa al ragazzo s'impegna ad aiutarlo a trovar il genitore: vanno da Efesto e, grazie ad una delle sue macchine computerizzate, ricevono il verdetto affermativo che il padre del ragazzo è proprio il dio inventore. Per fortuna però è stato solo uno scherzo del computer e, dopo una rissa prodotta da Afrodite ingelosita, riprendono le ricerche. Apollo li aiuta e, avendo saputo che il padre di Cicno amava i cigni, giungono presto alla conclusione che può trattarsi solo di un inquilino dell'Olimpo: Zeus allora racconta a tutti la verità, il genitore del ragazzo era il suo personale guardiano dei cigni reali, morto molti anni addietro. Cicno chiede allora che gli venga concesso un ultimo desiderio, poter diventar una stella del cielo, così da poter continuar a cercar per l'eternità il padre dall'alto: finisce trasformato nella Costellazione del Cigno.                                                                                              |                   |         |
| 22 | Il filo di Arianna 「怪人ミノタウロス!」 - Kaijin Minotaurosu! | 2 ottobre 1982    |         |
| 22 | Pollon ed Eros vengono fatti prigionieri da una gigantesca torta volante che li conduce, assieme al giovane Teseo e ad altri ragazzi alla reggia di Creta per esser dati in pasto al terribile Minotauro, il figlio mostruoso del re Minosse rinchiuso all'interno del Labirinto di Cnosso. Dopo esser stati ingrassati per bene, si preparano alla loro triste sorte; mentre la figlia del re, Arianna, è colpita dal fulmine dell'amore nei confronti del bel Teseo, Eros, considerato bruttino, viene scartato da vittima sacrificale. Iniziano ad incamminarsi così lungo le gallerie sotterranee del labirinto, fino a quando incontrano il mostro il quale si rivela molto meno terribile di quanto si potesse immaginare. Dall'esterno intanto Eros ed Arianna, aiutati da un filo che svolgono lungo il percorso per non smarrirsi si addentrano a loro volta all'interno della grotta alla ricerca degli amici: tutto si conclude per il meglio ed ognuno torna sano e salvo in patria mentre Teseo rimane con Arianna a Creta ed il re Minosse comincia a trattar più umanamente il Minotauro, che diviene vegetariano.                                                                                          |                   |         |
| 23 | La spedizione degli Argonauti 「出発!ジンゴロー探検隊」 - Shuppatsu! Jingorō tankentai | 9 ottobre 1982    |         |
| 23 | Pollon, in sogno, incontra la dea delle dee (la dea più importante dell'Olimpo), che promette di darle il potere delle vere dee se si recherà su un'isola (imbarcandosi sulla nave di Giasone) e recuperarà un fermacapelli "Il Miracolo Bon Bon", nascosto nelle uova di un uccello di nome Arpia. Gli Argonauti riescono a raggiungere l'isola, ma l'Arpia mangia tutti gli uomini dell'equipaggio compreso Eros. Pollon e Giasone riescono a scappare e si nascondono nel palazzo di Re Lardone; affamati, chiedono un po' di cibo al padrone del palazzo, che invece li fa mangiare da Arpia. Si risvegliano nel nido all'interno di un uovo: in ogni uovo c'è un uomo mangiato dall'uccello, tranne in uno dove Pollon trova "Il Miracolo Bon Bon". Grazie ai suoi nuovi poteri, Pollon riesce a sconfiggere l'arpia che si trasforma in una bellissima ragazza. Ma "il Miracolo Bon Bon" ha poteri limitati, e Pollon dovrà ancora dimostrare di meritarsi i veri poteri di una dea. |                   |         |
| 24 | I poteri di Medea 「さがせ!金のブタのしっぽ」 - Sagase! Kin no buta no shippo | 16 ottobre 1982   |         |
| 24 | Finalmente Giasone, Pollon, Eros e gli altri Argonauti riescono ad arrivare sull'isola dove si trova Medea. Prima di tutto trasforma in maiali Pollon e poi Eros, che vuole sgridare Medea per questo; ma dopo anche gli altri. Nonostante Giasone fosse contento di essere un maiale, alla fine tutti ritornano normali e Medea perde il suo fermacapelli. |                   |         |
| 25 | La perfidia di Tantalo 「いたずらタンタロス」 - Itazura Tantarosu | 23 ottobre 1982   |         |
| 25 | Dopo che Pollon ed Eros sono tornati dalla spedizione degli Argonauti, Tantalo fa i dispetti a tutti dicendo di essere il figlio di Zeus. In seguito si scopre che Tantalo si comporta in questo modo dopo essere stato separato da sua mamma. Per risolvere la situazione, Pollon fa comparire la mamma di Tantalo grazie al Miracolo Bon Bon. |                   |         |
| 26 | La sella di Pegaso 「ペガサスに乗った少年」 - Pegasasu ni notta shōnen | 30 ottobre 1982   |         |
| 26 | Bellerofonte è un bambino timido e pauroso, con un grande desiderio: quello di poter cavalcare lo splendido Pegaso, il destriero alato. Con l'aiuto della piccola Pollon e di qualche innocente trucchetto il bambino riacquista la fiducia in sé. |                   |         |
| 27 | I demoni del tuono 「雨・雨ふれふれ鬼退治」 - Ame - ame furefure oni taiji | 6 novembre 1982   |         |
| 27 | Non piove da molto tempo sul Monte Olimpo. Pollon si offre per cercare il capo dei dragoni della pioggia e quando lo ha trovato, decide di aiutarlo ad affrontare i demoni delle nuvole che hanno rapito tutti i dragoni. |                   |         |
| 28 | La dieta di Erisittone 「はらぺこエリシクトン」 - Harapeko Erishikuton | 13 novembre 1982  |         |
| 28 | Un'amica di Pollon è posseduta dal Dio della morte, però grazie all'infuso della quercia sacra di Artemide preparato da Erisittone, padre dell'amica di Pollon, il dio della morte fu costretto a fuggire. Artemide, per vendicarsi, chiede a Demetra di utilizzare il suo potere contro Erisittone, ma la maledizione di Demetra (quella di dover mangiare a tutte le ore del giorno) colpirà anche la povera Artemide. A causa di questo, Pollon rischia di subire la stessa sorte, ma Dosankos riuscirà a scalciare Demetra, e Artemide guarirà grazie alle lacrime dell'amica di Pollon e di Erisittone. |                   |         |
| 29 | Il sogno di Alcione 「夢見るアルキオーネ」 - Yumemiru Arukiōne | 20 novembre 1982  |         |
| 29 | Dopo aver assistito all'ennesimo scontro tra Era e Zeus, Pollon conosce una coppia perfetta, Alcione e Ceice, due giovani sposi che vivono in perfetta armonia. Purtroppo Ceice muore durante un viaggio in mare, lasciando la povera Alcione. |                   |         |
| 30 | Le orecchie di Re Mida 「王様の耳はロバの耳」 - Ōsama no mimi ha roba no mimi | 27 novembre 1982  |         |
| 30 | Re Mida si reca ad un salone di bellezza, dove volevano andare anche Pollon e Eros. Il parrucchiere, scoperto il segreto sulle orecchie del re, scava un buco e lo rivela alla terra; ma i suoi si diffondono per la città, e tutti ripetono Re Mida ha le orecchie come un asino! . Per salvare il parrucchiere, Pollon usa il Miracolo Bon Bon e dona a Mida il potere di far diventare tutto d'oro. Dopo aver perduto cibo, bevande e i suoi servi, ed essersi accorto che quel potere non valeva niente, Re Mida perdona i nostri amici. |                   |         |
| 31 | La corsa di Atalanta 「男まさりのアトランタ」 - Otoko masari no Atoranta | 4 dicembre 1982   |         |
| 31 | Nessuno tra gli dei riesce a sconfiggere un grosso cinghiale. Ad avere la meglio sul bestione è la bella Atalanta, di cui tutti sono pazzamente innamorati. Per conquistare la mano di Atalanta gli spasimanti devono però superare una serie di prove e, alla fine, gli dei rinunciano. A trafiggere il cuore di Atalanta è invece il gracile Meleagro, l'unico veramente innamorato di lei, che con l'aiuto di Pollon riesce incredibilmente a tenerle testa in una gara di velocità. |                   |         |
| 32 | L'Olimpo in pericolo 「デューポーンの大洪水」 - Dyūpōn no daikōzui | 11 dicembre 1982  |         |
| 32 | Il regno di Olimpo è in pericolo: Dupont, dio della tempesta, infuriato perché Zeus non ha mantenuto la promessa di trovargli una moglie, decide di distruggere l'intera città. L'unico modo per risolvere il problema, secondo il consiglio che la dea delle dee ha dato a Pollon, è creare una sposa per Dupont. Pollon accetta di farlo, anche se dovrà sfruttare tutto il potere del suo miracolo Bon-Bon e non potrà più diventare una dea. Ma Dupont scopre tutto; come ricompensa divide con Pollon il suo potere per poi partire con la sua sposa. |                   |         |
| 33 | Elio alla riscossa 「おとうさまの大ピンチ！」 - Otō-sama no dai pinchi! | 18 dicembre 1982  |         |
| 33 | Elio, dio del sole, decide di prendere il posto di Apollo alla guida del carro solare. La disperazione di Apollo indurrà la piccola Pollon a prendere provvedimenti, anche se non proprio ortodossi. |                   |         |
| 34 | La bevanda di Dioniso 「デュオニュッソスのお酒」 - Dyuonyussosu no o sake | 25 dicembre 1982  |         |
| 34 | È il compleanno di Zeus: in questo giorno un po' speciale gli dei dell'Olimpo possono chiedere qualunque cosa e anche Dioniso intende avanzare la sua richiesta. Per un contrattempo però la festa si conclude prima che Zeus abbia esaudito tutti i desideri. Così Dioniso si vede costretto a mettere in atto un piano per liberare, coi mezzi a sua disposizione, la madre dal Regno dei Morti. |                   |         |
| 35 | Le lacrime di Chimera 「妖怪キマイラの涙」 - Yōkai Kimaira no namida | 8 gennaio 1983    |         |
| 35 | Apollo sta male e pur di avere salva la vita stringe un patto con Chimera che si offre di aiutarlo; in cambio il dio del Sole gli dovrà dare Pollon. Apollo conta sull'aiuto del potente Zeus ma purtroppo lui non può fare nulla contro l'invincibile Chimera. Pollon alla fine va volontariamente a casa del mostro, ma, temendo di essere mangiata, invoca la dea delle dee. Mentre Chimera rincorre i nostri amici, viene bloccato ed assalito da alcuni soldati, e Pollon, impietosita, gli va in aiuto. Il mostro commosso dal suo buon cuore subisce una trasformazione e libera il principe Sido che aveva stregato. |                   |         |
| 36 | La tela di Aracne 「アラクネの織物」 - Arakune no orimono | 15 gennaio 1983   |         |
| 36 | Aracne è un'abile tessitrice, e Pollon insiste per diventare una sua allieva, finché la madre di Aracne accetta. Qualche giorno dopo inizia un incontro di tessitura tra Aracne e Atena: a vincere è proprio quest'ultima, che si vendica su Aracne trasformandola in un ragno. Allora Pollon, con il suo miracolo bon bon, trasforma Atena in una farfalla; durante il volo, Atena viene intrappolata in una ragnatela prodotta da Aracne. Le due si riappacificano e riprendono le loro sembianze. |                   |         |
| 37 | La scalata dei giganti Aloadi 「双子の兄弟」 - Futago no kyōdai | 22 gennaio 1983   |         |
| 37 | Oto ed Efialte sono due giganti che, fieri della loro immensa mole (a nove anni erano già alti 17 metri e larghi 4), decidono di sfidare gli dei dell'Olimpo. La loro prima impresa, la scalata al cielo, fallisce però miseramente grazie all'intervento di Zeus, Pollon ed Eros. Non volendo darsi per vinti, i due giganti rapiscono prima Eros e poi Era, la moglie di Zeus. Fortunatamente, grazie a uno stratagemma ideato da Pollon, i giganti vengono neutralizzati. |                   |         |
| 38 | Didone e la pelle del bue 「旅役者ディード」 - Tabi yakusha Diido | 29 gennaio 1983   |         |
| 38 | Sull'Olimpo compare uno strano gruppo di attori girovaghi, capeggiati da Didone, una donna splendida e molto scaltra. Zeus, affascinato dalla sua bellezza, vuole farle un regalo e, visto che la bella Didone vuole vivere sull'Olimpo, le concede tanta terra quanta può contenerne una pelle di bue. |                   |         |
| 39 | Piramo e Tisbe 「失恋？！悲恋？！愛の詩」 - Shitsuren!? Hiren!? Ai no shi | 5 febbraio 1983   |         |
| 39 | Piramo e Tisbe si amano, ma purtroppo le loro famiglie si odiano da tempo immemorabile, impedendo ai due giovani di vedersi. Pollon ed Eros decidono di aiutarli e vanno a prenderli con il carro del sole con l'intenzione di farli fuggire. Ma Piramo soffre di vertigini e cade dal carro. |                   |         |
| 40 | Ippolita e le Amazzoni 「女ばんざい、アマゾネス！」 - Onna banzai, Amazonesu! | 12 febbraio 1983  |         |
| 40 | Pollon scappa di casa e si arruola nell'esercito delle Amazzoni. Un giorno sorprende Ippolita, la regina delle donne guerriere, a guardare delle foto del famoso Eracle di cui lei stessa è accanita ammiratrice. Ippolita, messa alle strette, racconta a Pollon che tempo addietro era fidanzata con Eracle, ma per uno spiacevole incidente lui la lasciò. |                   |         |
| 41 | Oreste ed Elettra 「オレステスの仇討ち」 - Oresutesu no adauchi | 19 febbraio 1983  |         |
| 41 | Pollon ed Eros incontrano Oreste, un ragazzo partito alla ricerca di Egisto, un uomo empio e crudele che gli ha ucciso il padre per usurpargli il trono. La madre di Oreste è rinchiusa nelle segrete del castello reale, e la sorella Elettra verrà costretta a sposare re Egisto. Pollon ed Eros si offrono naturalmente di aiutare il ragazzo con un abile stratagemma, i tre riusciranno ad introdursi nel castello e, tra un mare di risate, porteranno felicemente a termine anche questa missione. |                   |         |
| 42 | Il rifiuto di Scilla 「人魚になった少年」 - Ningyo ni natta shōnen | 26 febbraio 1983  |         |
| 42 | Glauco, trasformato da Poseidone in dio del Mare, è per metà uomo e per metà pesce. Si innamora di una splendida ragazza di nome Scilla. La fanciulla rifiuta l'amore di Glauco ed egli, pur di conquistare il cuore di lei, si rivolge alla maga Circe. Eros, nel tentativo di aiutare Glauco, colpisce per errore, con una delle sue frecce, la vecchia megera, che si innamora subito del giovane e, pazza di gelosia, trasforma Scilla in un orribile mostro. Anche stavolta, il prezioso intervento di Pollon farà tornare ogni cosa al suo posto. |                   |         |
| 43 | Una prova per gli dei 「降りてきた宇宙神」 - Orite kita uchūshin | 5 marzo 1983      |         |
| 43 | Sul Monte Olimpo è tornato il Grande Dio Anziano, Gantacros, che decide di mettere alla prova gli dei per verificare se sono degni del posto che occupano. Purtroppo falliscono tutti quanti e vengono licenziati. Ma Pollon riuscirà, con uno stratagemma, a mettere alle strette Gantacros che permetterà agli dei di tornare alle loro case. |                   |         |
| 44 | Il fuoco di Prometeo 「プロメテウスの炎」 - Purometeusu no honō | 12 marzo 1983     |         |
| 44 | Per un incidente scoppia un grosso incendio e Zeus, infuriato a causa della negligenza degli uomini, toglie loro il fuoco. Prometeo decide di andare a chiedere al Padre degli dei di ridarglielo, e Zeus, seguendo il consiglio dello stesso Prometeo, decide di sottoporlo ad alcune prove: se le supererà, potrà riportare il fuoco agli uomini. Ma sfortunatamente il nostro amico fallisce il tentativo e viene punito per aver osato sfidare gli dei. |                   |         |
| 45 | Le nove teste di Idra 「九つの首ヒュドラ」 - Kokonotsu no kubi Hyudora | 19 marzo 1983     |         |
| 45 | Stavolta Pollon è alle prese con l'Idra di Lerna, un orribile mostro che semina il panico tra gli abitanti di un villaggio. Questa sembra essere l'ultima prova per Pollon prima di diventare una vera dea, ma, nonostante riesca temporaneamente a fermare il mostro, ha ancora bisogno di qualcosa per sconfiggerlo definitivamente. |                   |         |
| 46 | Il vaso di Pandora 「ルンルン希望の女神」 - Runrun kibō no megami | 26 marzo 1983     |         |
| 46 | I nostri amici sono in viaggio alla ricerca del vaso di Pandora. Dopo lunghi e penosi travagli, riusciranno a trovarlo e, come vuole la leggenda, il vaso verrà aperto lasciando liberi tutti i mali dell'umanità. L'unica cosa rimasta nel vaso è la speranza. Quando Pollon riuscirà a capirlo verrà dichiarata ufficialmente dea...della Speranza, coronando il sogno più grande della sua vita. |                   |         |